# Linda Kepp
Linda Kepp (nach Heirat Ojastu; * 29. Februar 1936; † 26. September 2006 in Tartu) war eine litauische Sprinterin, die für die Sowjetunion antrat. 1958 wurde sie mit der sowjetischen Mannschaft Europameisterin in der 4-mal-100-Meter-Staffel.
Linda Kepp wurde bei den Sowjetischen Meisterschaften 1958 Vierte im 100-Meter-Lauf und erreichte damit ihre beste Platzierung bei sowjetischen Meisterschaften überhaupt. Damit war sie für die Teilnahme an den Europameisterschaften 1958 in Stockholm qualifiziert.
Im 200-Meter-Lauf schied Linda Kepp in Stockholm im Halbfinale aus. Die sowjetische Staffel in der Besetzung Wera Krepkina, Linda Kepp, Nonna Poljakowa und Walentyna Maslowska gewann in 45,3 s mit sieben Zehntelsekunden Vorsprung auf die Britinnen, bei denen allerdings die 100-Meter-Europameisterin Heather Young wegen Verletzung fehlte.
Nach ihrer Heirat mit dem estnischen Leichtathleten Eino Ojastu zog Linda Kepp-Ojastu nach Estland. Sie arbeitete als Trainerin in Tartu. Ihr Sohn Aivar Ojastu hält mit 1990 aufgestellten 45,99 s den estnischen 400-Meter-Rekord. Ihre gehörlose Tochter Anneli Ojastu gewann 1996 bei den Paralympischen Spielen in Atlanta eine Goldmedaille über 100 Meter.

## Bestzeiten
- 100 m: 11,8 s
- 200 m: 24,6 s